# Дринфельд, Владимир Гершонович
Влади́мир Ге́ршонович Дри́нфельд (род. 14 февраля 1954 года, Харьков, СССР) — советский, украинский и американский математик. Заслуженный профессор Чикагского университета, член НАН США (2016), член-корреспондент НАН Украины (1992), иностранный член Французской АН. Лауреат Филдсовской премии (1990) и премии Вольфа по математике (2018, с А. А. Бейлинсоном).

## Биография
Владимир Гершонович Дринфельд родился в Харькове в семье математика, профессора Харьковского университета Гершона Ихелевича Дринфельда (1908—2000) и филолога-классика Фриды Иосифовны Луцкой-Литвак (1921—2011). В 15 лет стал абсолютным победителем Международной математической олимпиады (1969). Окончил механико-математический факультет МГУ, в 1978 году защитил кандидатскую диссертацию под руководством Ю. И. Манина. Как отмечается в его биографии, по окончании МГУ он не смог найти работу в Москве из-за своего еврейского происхождения, а также из-за проблем с пропиской, и вынужден был уехать в Уфу, где преподавал математику в Башкирском государственном университете.
В 1981 году вернулся в Харьков и устроился на работу в Физико-технический институт низких температур имени Б.И. Веркина НАН Украины (отдел математической физики), где работал до 1999 года. Спустя годы В. Г. Дринфельд отмечал: «до перестройки уезжать из страны у меня не было ни желания, ни возможности». Он мог получить работу на Западе ещё в 1990 году, однако тогда отказался. В 1988 году защитил докторскую диссертацию в Математическом институте им. В. А. Стеклова. В 1990 году награждён Филдсовской премией. В 1998 году эмигрировал в США, с декабря того же года профессор Чикагского университета.
Член Американской академии искусств и наук (2008).
Основные труды в области алгебраической геометрии, теории чисел, где он доказал гипотезу Ленглендса для GL(2) над функциональным полем, и математической физики (создатель теории квантовых групп — нового класса алгебр Хопфа).
Соавтор теории Дринфельда — Соколова, ввёл понятие ассоциатора Дринфельда.